# Samaresh Basu
Samaresh Basu pseud. Kalkut (ur. 1924 w Radźnogor, zm. 1988) – indyjski pisarz.
Pisał w języku bengalskim. We wczesnym okresie twórczości, m.in. Ganga (1957), zajmował się tematyką związaną z życiem wiejskim, później problemami miasta i jego mieszkańców, szczególnie klasy średniej. Pisał utwory zawierające ciekawą intrygę i żywą fabułę, śmiało podejmował w nich temat seksu. Publikował (pod pseudonimem Kalkut) popularne powieści podróżnicze i zbiory opowiadań, m.in. Bi Ti roder dhare (Na skraju B.T. Road, 1953), Akal bryszti (Deszcz nie w porę, 1954), Amrytakumbher sandhane (W poszukiwaniu nektaru, 1954), Mahakaler rather ghora (Koń rydwanu wieczności, 1977), Baghini (Tygrysica, 1983) i Samba (1980), za którą otrzymał nagrodę indyjskiej Akademii Literatury.